# Levan Abashidze
Levan Abashidze (en georgiano: ლევან აბაშიძე, en ruso: Леван Абашидзе   ) (22 de mayo de 1963, Tiflis - 7 de septiembre de 1992, Sujumi) fue un actor georgiano. En 1985 Levan se graduó en el Instituto Shota Rustaveli de teatro y artes escénicas en Tbilisi. Al año siguiente, Levan interpretó el papel principal en varias películas georgianas como "Steps" (1986), "El viaje de un joven compositor" (1986), "Guest" (1987) y "Roots" (ფესვები) en 1987. Su última película ("Bravo, Djordano, Bravo) fue en 1993 antes de que se ofreciera como voluntario para luchar en el conflicto armado de Abjasia (Georgia). Durante la ofensiva separatista en Sujumi en 1993, Levan Abashidze fue asesinado defendiendo el atrincheramiento de las fuerzas georgianas en el río Gumista. 
Su muerte provocó una gran clamor en los estudios de cine y teatro de toda Georgia.